# Хайнер Мюлер
Хайнер Мюлер (на немски: Heiner Müller) е един от най-важните немскоезични драматурзи от втората половина на XX век и спада към най-значимите писатели на ГДР. През 1959 г. печели литературната награда  Хайнрих Ман, а през 1990 – наградата Клайст. Създава си име също на поет, белетрист, есеист и режисьор. Президент е на Академията на изкуствата на ГДР.

## Биография
Хайнер Мюлер е роден на 9 януари 1929 г. в Епендорф, Саксония. През 1935 г. постъпва в училището на Бройнсдорф. От 1939 до 1947 г. Мюлер живее с родителите си във Варен (Мюриц). Тук учи в средно училище и поради добрите си оценки получава свободно място в гимназията, което е в зависимост от членството в Хитлерюгенд. Малко преди края на войната Хайнер Мюлер е мобилизиран в Службата за трудова повинност и във Фолксщурма (народното опълчение). Бащата на Мюлер, който като социалдемократ е бил арестуван временно през 1933 г., след 1946 г. става член на Германската единна социалистическа партия ГЕСП и партиен функционер. Въпреки това в знак на протест през 1951 г. напуска ГДР заедно с жена си и втория си син.
След края на войната Хайнер Мюлер успява да положи матура във Франкенберг (Саксония), където баща му е кмет от 1947 г.. След това работи в библиотека и в Общинския съвет. През 1946 г. встъпва в Германската социалдемократическа партия, която под съветски натиск малко след това насилствено е обединена с Комунистическата партия на Германия под името Германска единна социалистическа партия. Поради липса на ангажираност и неплащане на членски внос Хайнер Мюлер скоро е изключен от партията.
От 1950 г. Мюлер пише литературна критика за вестник Зонтаг и за културно-политическия алманах Ауфбау, а от 1953 г. и за списание Нойе дойче литератур. През 1954 г. Мюлер става член на Съюза на немските писатели, където от 1957 г. заема поста научен сътрудник в отдел „Драма“. Това е времето, когато се осъществява премиерата на пиесата му „Десет дни, които разтърсиха света“ (Zehn Tage, die die Welt erschütterten).
През 1957/58 г. Хайнер Мюлер работи като редактор на младежкото списание Юнге кунст, а през 1958 г. става сътрудник на Театър Максим Горски в Берлин и писател на свободна практика. През същата година са премиерите на пиесите му „Die Korrektur“ и „Der Lohndrücker“.
Пиесата на Хайнер Мюлер „Die Umsiedlerin“ е свалена след премиерата през 1961 г. Авторът е изключен от Съюза на писателите, което е равносилно на забрана за упражняване на професията. Мюлер получава подкрепа от видните културни дейци Петер Хакс, Ханс Айслер и литературоведа Ханс Майер. Намира работа в радиото, в ДЕФА и телевизията, предимно под псевдоним.
Мюлер пише пиесата „Филоктет“ (Philoktet) (премиерата е през 1968 г. в Мюнхен) и превежда за режисьора Бено Бесон драмата „Едип тиранин“ (Ödipus Tyrann) от Софокъл (премиерата е през 1967 г. в Дойчес театър, Берлин). Забранената в ГДР пиеса на Хайнер Мюлер „Mauser“ има премиера през 1975 г. в САЩ и през 1980 г. в Кьолн. Пиесата „Germania Tod in Berlin“ е поставена за първи път през 1978 г. по време на Мюнхенските театрални дни, а премиерата на „Хамлетмашина“ (Die Hamletmaschine) е през 1979 г. в Париж. Пиесата „Поръчението“ (Der Auftrag) е поставена през 1982 г. в Бохум. През 1984 г. Хайнер Мюлер става член на Академията на изкуствата на ГДР. През 1988 г. е възстановено членството му в Съюза на немските писатели.
През 1990 г. град Франкфурт на Майн организира фестивала „Експеримента“ (Experimenta) в чест на Хайнер Мюлер с многобройни гостуващи постановки на пиесите му от страната и чужбина.
През 1992 г. Хайнер Мюлер поема ръководството на Брехтовия театър Берлинер ансамбъл заедно с четирима други режисьори. През 1993 г. поставя музикалната драма на Рихард Вагнер „Тристан и Изолда“ в Байройт. Последната му постановка, „Удържимият възход на Артуро Хи“ от Бертолт Брехт, е през юни 1995 г. в Берлинер ансамбъл, като до днес издържа повече от 400 представления.
Хайнер Мюлер умира на 30 декември 1995 г. в Берлин от рак на хранопровода в Берлин.

### Пиеси
- 1951: Das Laken
- 1956/57: Der Lohndrücker
- 1957: Die Korrektur I
- 1958: Die Korrektur II
- 1957/58: Klettwitzer Bericht 1958 – Eine Hörfolge
- 1958: Glücksgott
- 1961: Die Umsiedlerin oder Das Leben auf dem Lande
- 1958/1964: Philoktet

Филоктет и др., изд.: Народна култура, София (1989), прев. Иван Станев
- 1963/64: Der Bau
- 1966/67: Sophokles/Ödipus, Tyrann
- 1968: Der Horatier
- 1970: Mauser
- 1970: Weiberkomödie
- 1971: Macbeth

Макбет по У. Шекспир, изд.: Захарий Стоянов, София (2011), прев. Мирослава Кадурина
- 1956/71: Germania Tod in Berlin
- 1972: Zement
- 1951/74: Die Schlacht
- 1955/61/74: Traktor
- 1976: Leben Gundlings Friedrich von Preußen Lessings Schlaf Traum Schrei. Ein Greuelmärchen
- 1977: Die Hamletmaschine

Хамлетмашина, сп. Панорама, София (2001), прев. Боян Иванов
- 1978: Bertolt Brecht/Der Untergang des Egoisten Johann Fatzer

Гибелта на егоиста Йохан Фатцер / Бертолт Брехт, изд.: Black Flamingo, София (2017), прев. Владко Мурдаров
- 1979: Der Auftrag

Поръчението (Спомен за една революция), сп. Гестус, София (2005)
- 1980/81: Quartett
- 1982: Verkommenes Ufer Medeamaterial Landschaft mit Argonauten
- 1984: Wolokolamsker Chaussee I: Russische Eröffnung
- 1984: Anatomie Titus Fall of Rome Ein Shakespearekommentar
- 1984: Bildbeschreibung
- 1985/86: Wolokolamsker Chaussee II: Wald bei Moskau
- 1985/86: Wolokolamsker Chaussee III: Das Duell
- 1985/86: Wolokolamsker Chaussee IV: Kentauren
- 1985/86: Wolokolamsker Chaussee V: Der Findling
- 1995: Germania 3 Gespenster am toten Mann

### Поезия
- ок. 1950: Auf Wiesen grün...

По зелените поля..., стихотворения, Литературен вестник, София (1998), прев. Галена Едуардова
- ок. 1950: Der Vater
- ок. 1950: Der glücklose Engel
- 1963: Neujahrsbrief 1963
- ок. 1963: Kindheit
- 1968: Lied vom CIA
- 1970: Leninlied
- 1977: Für Ekkehard Schall
- 1986: Phönix
- ок. 1989: Fernsehen
- ок. 1990: Leere Zeit
- 1992: Selbstkritik 2 Zerbrochener Schlüssel
- 1992: Herakles 13

Херакъл, стихотворения, Литературен вестник, София (2002), прев. Явор Звънчаров
- 1992: Gedichte 1949–1989
- 1993: Mommsens Block
- 1993: Senecas Tod
- 1993: Seife in Bayreuth
- 1994: Ajax zum Beispiel
- 1995: Vampir

### Проза
- 1951: Bericht vom Großvater
- 1951: Der Bankrott des großen Sargverkäufers
- 1958: Der Vater
- 1972: Herakles 2 oder die Hydra
- 1975/76: Todesanzeige
- 1987: MAeLSTROMSÜDPOL
- 1995: Traumtext Oktober 1995

### Публикации, речи, есета
- 1951: Das Volk ist in Bewegung
- 1954: Nicht für Eisenbahner. Kritische Bemerkungen zu einem Heimatbuch
- 1961: Selbstkritik Heiner Müllers
- 1961: Grußadresse an eine Akademie
- 1979: Fatzer ± Keuner
- 1985: Die Wunde Woyzeck
- 1987: New York oder Das eiserne Gesicht der Freiheit
- 1988: Shakespeare Eine Differenz
- 1989: 4. November 1989 Alexanderplatz Berlin/DDR
- 1990: Deutschland ortlos. Anmerkung zu Kleist

## Награди и отличия
- 1959: Награда Хайнрих Ман
- 1964: Erich-Weinert-Medaille
- 1975: Награда Лесинг
- 1979: „Мюлхаймска награда за драматургия“
- 1984: Karl-Sczuk-Preis
- 1985: Награда Георг Бюхнер
- 1985: Hörspielpreis der Kriegsblinden
- 1986: Национална награда на ГДР
- 1989: Hörspielpreis der Akademie der Künste
- 1990: Награда Клайст
- 1991: Europäischer Theaterpreis
- 1996: Theaterpreis Berlin (посмъртно)

## Постановки на пиеси от Хайнер Мюлер в България
- 1982: „Филоктет“, Театър София, реж. Димитър Гочев[4]
- 1993: „Сънят на Одисей“, Театрална работилница „Сфумато“, реж. Явор Гърдев[5]
- 2008: „Хамлетмашина“, Театър „Българска армия“ армия, реж. Бернхард М. Ойстершулте[6]
- 2015: „Квартет: Опасни връзки след края на света“, Национален дворец на културата, реж. Явор Гърдев[7]